# David Galarreta
David Galarreta Ugarte (Ramales de la Victoria, Cantabria, 2 de julio de 1993) es un ciclista español.
Como amateur ganó una etapa de la Vuelta a Segovia de 2015 quedando segundo en la general final.

## Palmarés
- No ha conseguido ninguna victoria como profesional